# (100868) 1998 HE61
(100868) 1998 HE61 es un asteroide perteneciente al cinturón de asteroides, región del sistema solar que se encuentra entre las órbitas de Marte y Júpiter, descubierto el 21 de abril de 1998 por el equipo del Lincoln Near-Earth Asteroid Research desde el Laboratorio Lincoln, Socorro, Nuevo México, Estados Unidos.

## Designación y nombre
Designado provisionalmente como 1998 HE61. 

## Características orbitales
1998 HE61 está situado a una distancia media del Sol de 2,318 ua, pudiendo alejarse hasta 2,669 ua y acercarse hasta 1,968 ua. Su excentricidad es 0,151 y la inclinación orbital 11,03 grados. Emplea 1289,70 días en completar una órbita alrededor del Sol.

## Características físicas
La magnitud absoluta de 1998 HE61 es 16,2. 